# Kalaj(II) jodid
Kalaj(II) jodid (stano jodid) je jonska so kalaja i joda sa formulom SnI2. Njena molekulska težina je 372.519 g/mol. SnI2 je crveni prah. Tačka topljenja je 320 °, a tačka ključanja 714 °.